# Maurice Donnay
Charles Maurice Donnay (París, el 12 d'octubre de 1859 - el 31 de març de 1945) va ser un autor dramàtic francès.

## Obra dramàtica
- Folle Entreprise (1894)
- Pension de famille (1894)
- Complices (1895), en col·laboració amb M. Groselande
- Amants (1895)
- La Douloureuse (1897)
- L'Affranchie (1898)
- Georgette Lemeunier (1898)
- Le Torrent (1899),
- Education de prince (1900)
- La Clairière (1900)
- Oiseaux de passage (1904), en col·laboració amb Lucien Descaves

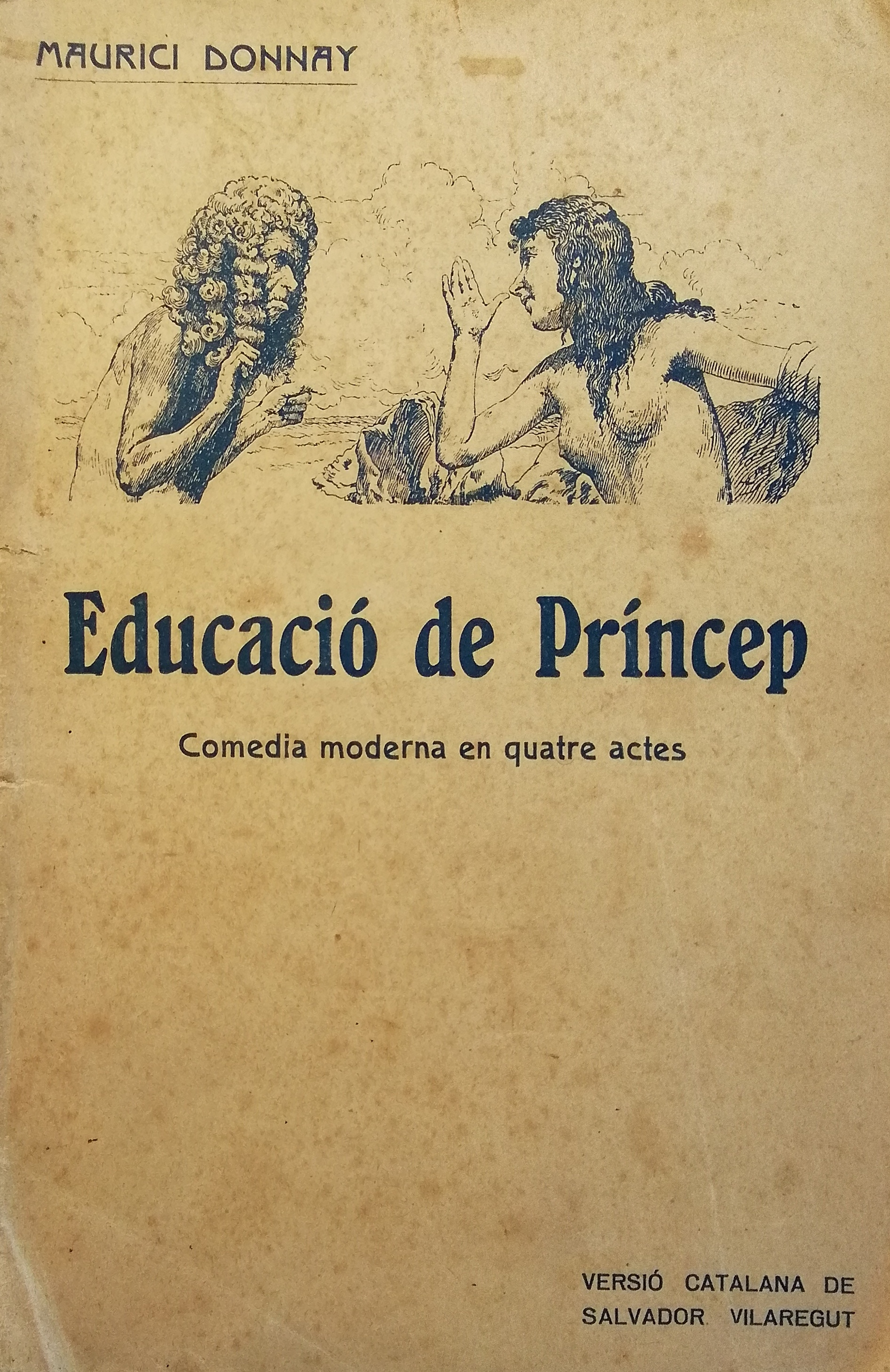
Éducation de prince (Educació de Príncep) de Maurice Donnay, traducció catalana de Salvador Vilaregut publicada a Barcelona l'any 1911

- La Bascule
- L'Autre danger (1902)
- Le Retour de Jerusalem (1903)
- L'Escalade (1904)
- Éducation de prince (Educació de Príncep) de Maurice Donnay, traducció catalana de Salvador Vilaregut publicada a Barcelona l'any 1911Paraître (1906)

## Traduccions al català
- Educació de príncep. Traducció de Salvador Vilaregut. 1911
- Les filles de Venus. Traducció de Salvador Vilaregut. s.a.